# WTA-toernooi van Biel/Bienne-Lugano
Het WTA-toernooi van Lugano is een jaarlijks terugkerend tennistoernooi voor vrouwen dat sinds 2018 wordt georganiseerd in de Zwitserse plaats Lugano. De officiële naam van het toernooi is Ladies Open Lugano.
De WTA organiseert het toernooi, dat in de categorie "International" valt en wordt gespeeld op gravel.
De eerste editie vond in april 2017 plaats. Er werd toen gespeeld in Biel/Bienne op overdekte hardcourtbanen. 

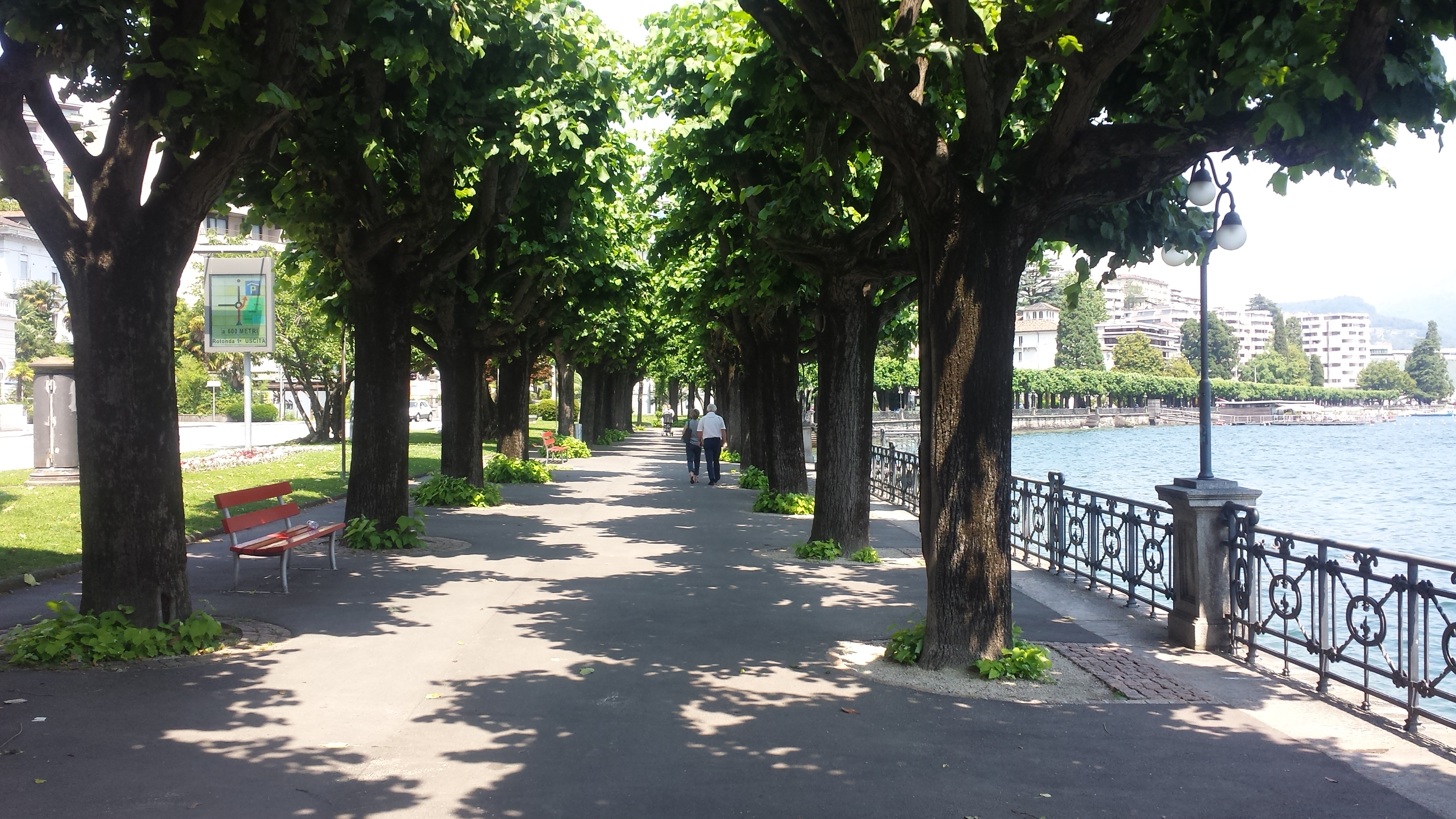
Lugano

## Enkel- en dubbelspeltitel in één jaar
| speelster     | in het jaar |
| ------------- | ----------- |
| Elise Mertens | 2018        |

## Finales

### Enkelspel
| Datum      | Naam                        | Cat.          | ($)     | Ondergrond        | Winnares            | Verliezend finaliste | Uitslag       |         |
| ---------- | --------------------------- | ------------- | ------- | ----------------- | ------------------- | -------------------- | ------------- | ------- |
| 2017-04-10 | Ladies Open Biel Bienne (B) | International | 250.000 | hardcourt, binnen | Markéta Vondroušová | Anett Kontaveit      | 6-4, 7-6      | details |
| 2018-04-09 | Ladies Open Lugano (L)      | International | 250.000 | gravel, buiten    | Elise Mertens       | Aryna Sabalenka      | 7-5, 6-2      | details |
| 2019-04-08 | Ladies Open Lugano (L)      | International | 250.000 | gravel, buiten    | Polona Hercog       | Iga Świątek          | 6-3, 3-6, 6-3 | details |

- Legenda: (B) = Biel/Bienne; (L) = Lugano

### Dubbelspel
| Datum      | Naam                        | Cat.          | ($)     | Ondergrond        | Winnaressen                    | Verliezend finalistes                    | Uitslag          |         |
| ---------- | --------------------------- | ------------- | ------- | ----------------- | ------------------------------ | ---------------------------------------- | ---------------- | ------- |
| 2017-04-10 | Ladies Open Biel Bienne (B) | International | 250.000 | hardcourt, binnen | Hsieh Su-wei Monica Niculescu  | Timea Bacsinszky Martina Hingis          | 5-7, 6-3, [10-7] | details |
| 2018-04-09 | Ladies Open Lugano (L)      | International | 250.000 | gravel, buiten    | Kirsten Flipkens Elise Mertens | Vera Lapko Aryna Sabalenka               | 6-1, 6-3         | details |
| 2019-04-08 | Ladies Open Lugano (L)      | International | 250.000 | gravel, buiten    | Sorana Cîrstea Andreea Mitu    | Veronika Koedermetova Galina Voskobojeva | 1-6, 6-2, [10-8] | details |

- Legenda: (B) = Biel/Bienne; (L) = Lugano